# Acrotona obfuscata
Acrotona obfuscata – gatunek chrząszcza z rodziny kusakowatych i podrodziny rydzenic.

## Taksonomia
Gatunek ten opisany został po raz pierwszy w 1802 roku przez Johanna L.Ch.C. Gravenhorsta pod nazwą Aleochara obfuscata.

## Morfologia
Chrząszcz o wydłużonym ciele długości od 2 do 2,8 mm, z wierzchu, wskutek gęstego punktowania, tylko lekko połyskującym. Ciemnobrązowa głowa ma oczy tak długie jak skronie. Owłosienie po obu stronach głowy kieruje się ukośnie dozewnętrznie. Czułki są ciemnobrązowe z rozjaśnionymi nasadami i mają człon drugi tak długi jak trzeci, człon przedostatni co najwyżej bardzo słabo poprzeczny, a człon ostatni krótszy niż dwukrotność jego szerokości. Przedplecze jest węższe, słabiej po bokach zaokrąglone i nieco słabiej ku przodowi zwężone niż u A. sylvicola; dysk ma wypłaszczony lub rozlegle wklęśnięty, a barwę ma ciemnorudobrązową. Owłosienie przedplecza na linii środkowej kieruje się prosto ku tyłowi, a po bokach od niej ukośnie ku tyłowi. Pokrywy mierzone w barkach są tak szerokie jak przedplecze, a mierzone wzdłuż szwu dłuższe od niego. Ubarwienie mają rudobrązowe do ciemnobrązowego. W widoku bocznym niedostrzegalne są boczne części przedpiersia. Na śródpiersiu brak jest podłużnego kila. Odnóża środkowej pary charakteryzują się krótkimi, słabo widocznymi szczecinkami bocznymi goleni. Tylna para odnóży ma stopy o członie pierwszym dłuższym niż drugi. Ciemnobrązowy z jaśniejszym wierzchołkiem odwłok zwęża się ku tyłowi. Szósty jego segment tergit krótszy niż u podstawy szeroki, a sternit szeroko na tylnym brzegu ścięty, u samca łopatowato wydłużony, a u samicy mniej lub bardziej wykrojony.

## Ekologia i występowanie
Owad ten zasiedla wykopane na pobrzeżach wód nory gryzoni oraz kretowiska.
Gatunek palearktyczny, znany z Wielkiej Brytanii, Francji, Belgii, Niemiec, Szwajcarii, Austrii, Włoch, Danii, Szwecji, Finlandii, Estonii, Polski, Czech, Słowacji oraz europejskiej i zachodniosyberyjskiej części Rosji.